# ロード (THE 虎舞竜の曲)
「ロード」は、THE 虎舞竜のシングル。第1章は1993年1月21日のシングル発売後有線放送から話題となり、220万枚を売り上げた。（インディーズ盤とTHE 虎舞竜盤の累計）全部で15章あるが、第3章までの累計では335万枚を売り上げた。TBS系で放送された『テレビ近未来研究所』エンディング曲であった。1996年に同曲をもとに映画も制作された。恋人を突然の交通事故で失った男性の哀しみを歌った実話を元にした楽曲である。

## 概要

### 制作背景
1987年冬、当時の「TROUBLE」のファンである一人の少女（当時19歳）から、高橋ジョージの元に届けられたファンレターが、本楽曲誕生のきっかけとなる。その手紙には「現在子供を妊娠していて、相手の彼はバツ1で一児の父。しかし『もう子供はいらない』と言っている。彼にどう打ち明けたら良いのか」という相談内容だった。その後、彼女は春に出産することになったのだが、その春を迎える前に交通事故で胎児とともに死亡した。これを知らされた高橋は衝撃を受け本楽曲を作ったという。
なお、高橋ジョージは「ロード」シリーズ制作にあたり上記の出来事は事実としつつ、3人ほどの主人公がおり、いくつかのエピソードや自身の体験、創作も交えて楽曲を構成した事をYouTube番組『街録ch〜あなたの人生、教えて下さい〜』で述懐している。

### CD発売
1992年、シングル「こっぱみじんのRock'n Roll」リリース。この時、カップリング曲に「ロード」が収録され、世に出た最初の音源である（1993年リリース版とイントロの出だしの部分が異なり、エンディングも若干長い）。その後、日本テレビの新人オーディションで「ロード」を歌ったところ、一人のディレクターの目に留まる。わずかな可能性を感じた高橋はセルフ・プロモーションを行なっており、「ロード」が有線放送で火がつき上昇。このセルフ・プロモーションはTBS系列『カウントダウン100』（『COUNT DOWN TV』の前身）にランクインした際に幾度となく放映され脚光を浴びる。1993年、再レコーディング。バンド名も「THE 虎舞竜」として「ロード」をリリース。200万枚以上の大ヒットを記録し、『日本有線大賞・有線音楽優秀賞』『全日本有線放送大賞・特別賞／審査委員会最優秀賞』『日本レコード大賞・ヒットシングル賞』『日本ゴールドディスク大賞・ベスト5シングル賞』を受賞。

### エピソード
本作はダブルミリオンとなったが、THE 虎舞竜はNHK『NHK紅白歌合戦』に出場歴がない。高橋いわく「ダブルミリオンなのにオファーがなかった」。
ちなみに、高橋は本楽曲の大ヒットで実に約16億円もの印税を得ているというが、「2年で使い切った」とのこと。もともと本楽曲の完成時に、様々な事情から作詞・作曲者としての著作権以外に原盤権や音楽出版などの諸権利をすべて自らが保有する形でCDリリースに至ったため、現在でも印税は高橋の元に入るようになっている。

## 曲の構成
「ロード」は当初は1曲のみであったが、後に全十三章で構成されることが高橋によって明かされた。第一章、第二章、第七章、第十三章はサビ部分の歌詞が共通している（曲のキー自体は異なる）。
高橋は「『ロード』は十三章で1つの曲」であるが、全体で演奏時間が1時間を超えるため当時J-POPのシングルで主流だった8cmCDの1枚に収録しきれないということで分割したという。2017年12月発売アルバム「原宿☆ロックンロール☆ヒーローズ」のボーナス・トラックに第十四章が収録されている。
「ロード」シリーズは1995年に発売された第三章までは年に一枚ペースで発表していたが、1997年に第四章と第五章を続けて発表。8cmシングルとしての発表はここまで。残りの第六章から第十三章までは12cmシングルとして立て続けに発表された。
2020年、公式YouTubeにて、「ロード2020」を動画で発表した（音源リリースは現在までなし）

### ロード各章のタイトル
1. ロード
2. ロード〜第二章
3. ロード〜第三章
4. ロード〜第四章
5. 届くことのない手紙　ロード〜第五章〜
6. 12月のワインディングロード ロード〜第六章〜
7. ロード〜第七章・7/13
8. ロード〜第八章
9. ロード〜第九章
10. ロード〜第十章
11. ロード〜第十一章
12. ロード〜第十二章
13. ロード〜第十三章
14. ロード〜第十四章=愛別離苦
15. ロード～㐧15章×2 = George Takahashi × May J.

## ロード各章、別バージョン
ロード（1992年5月21日、シングル）※「THE TROUBLE」名義。
「ロード」初音源となったオリジナルヴァージョン。シングル「こっぱみじんのRock'n Roll」のカップリング曲として収録。後にベスト・アルバム「The Very BEST Of 1982-1992」の初回盤に収録された。
1. ロード　※オリジナルヴァージョン

ロード（1993年1月21日、シングル） - 売上220万枚
前作の「ロード」が有線放送で火が点き、再録音して新たにリリース。220万枚のヒット、シングル年間チャート3位の売上。c/w「祈り」はテレビ朝日系テレビドラマ「法医学教室の事件ファイル」第2シリーズ5話の劇中歌に使用された。
1. ロード

ロード 〜㐧二章（1994年1月1日、シングル） - 売上80万枚
アルバム「追伸」収録曲はバンド・バージョンとなっている。
1. ロード 〜第二章
2. それぞれのロード

シンデレラ ロード〜序章〜（1994年10月21日、シングル）
出会う前の二人をイメージし序章として制作された楽曲。アルバムではアコースティックヴァージョンが収録。
1. シンデレラ

ロード 〜㐧三章（1995年1月1日、シングル） - 売上35万枚
これまでのロードのサビとは変わり、前向きに歩き始める男性を描いている。
1. ロード 〜第三章

ロード 〜㐧四章（1997年2月12日、シングル）
1. ロード〜第四章
2. 君のドラマが始まる

ベスト〜ロード第4章（1997年2月26日、アルバム）
第一章から第四章、それぞれのロード、シンデレラを収録。
届くことのない手紙 -ロード 〜㐧五章〜（1997年6月25日、シングル）
1. 届くことのない手紙 ロード〜第五章

ロード・上巻（2000年1月21日、マキシシングル）
第一章から第七章を収録。第一章から第五章は新録音（2000年バージョン）。
1. ロード
2. ロード〜第二章
3. ロード〜第三章
4. ロード〜第四章
5. 届くことのない手紙〜ロード第五章
6. 12月のワインディングロード〜ロード第六章〜
7. ロード〜[7/13]第七章

ロード・下巻（2001年5月21日、マキシシングル）
第八章から第十三章を収録。
1. ロード〜第八章
2. ロード〜第九章
3. ロード〜第十章
4. ロード〜第十一章
5. ロード〜第十二章
6. ロード〜第十三章

THE ROAD（2003年1月21日、アルバム）
第一章から第十三章を収録。第一章〜第五章は90年代に発売されたシングルをベースに新録音（シングルとの違い…第一章→シンバルの音がなくなり、アウトロ部分が第二章に続く形に変化。第二章→イントロがなくなった。第三章～第五章はヴォーカルも新録音）、第七章はアウトロにピアノアレンジ追加され第八章と繋がっており、第十二章はイントロが追加されている。第十三章はピアノが追加された新録音。映画『ロード』を収録したDVDとの2枚組で発売。
ロード／ロード 〜第二章（2004年12月22日、マキシシングル）
楽曲は93年、94年バージョン。
1. ロード
2. ロード〜第二章

THE 虎舞竜 SUPER BEST（2006年8月23日、2010年2月3日（Blu-spec CD）：アルバム）
90年代にリリースされたオリジナルヴァージョンの他、「それぞれのロード」等を収録。
1. ロード
2. ロード～第二章
3. ロード～第三章
4. ロード～第四章

Tears☆2011（2011年11月2日、アルバム）
『ロード～君のぶんまで生きよう』収録。新録音により第二章～第三章～第一章のAメロ・サビを繋げ構成した楽曲。
原宿☆ロックンロール☆ヒーローズ（2017年12月13日、アルバム）
十三章で完結したロード・シリーズが復活。三年半会えていない愛娘に送る新たなロード。
1. ロード～第十四章=愛別離苦

ロード - ザ・ベスト～25th anniversary～（2018年2月21日、アルバム）
アビーロード・スタジオで新たにレコーディングされた「ロード」、第二章と第三章、1992年リリース版「ロード」も収録。付属DVDは、ロードシリーズの序章である「シンデレラ」、ロードシリーズ各章のMV、「ロード」ライブ映像等をコンパイル。
1. ロード ～アビーロードスタジオ・ロンドン2018（アビーロード・スタジオで新たにレコーディングされた2018 ver.）
2. ロード～第二章
3. ロード～第三章
4. それぞれのロード
5. ロード～君の分まで生きよう
6. ロード～第十四章=愛別離苦
7. ロード（オリジナル・バージョン）92年発売「こっぱみじんのRock'n Roll」のカップリングになったオリジナルバージョン。
8. ロード ～アビーロードスタジオ・ロンドン2018（カラオケ）
9. ロード～第十四章=愛別離苦（カラオケ）

ロード2020（2020年5月21日、動画）
公式YouTubeチャンネルにて公開。
ロード～㐧15章×2（2021年2月14日、シングル）
2019年11月、TBS『水曜日のダウンタウン』内にて、“歌い出しが「ちょうど一年前」、サビが「なんでもないような事」で始まる”という条件で「ロード㐧15章」の一般公募を開始。
2020年12月、プロ・アマ・替え歌などのべ315作品が集まり、高橋本人が選考を重ねた結果、作詞：藤原優樹、作曲：高橋修平（共にSUPA LOVE所属）によるロードシリーズ初のデュエット曲『ロード～㐧15章 ～一期一会 2人の物語～』に決定した。パートナーはMay J.。サウンドプロデュースはJeff Miyaharaが担当。
1. ロード～㐧15章×2 = George Takahashi × May J.
2. ロード～㐧15章×1 man = George Takahashi
3. ロード～㐧15章×1 woman = May J.
4. ロード～㐧15章 karaoke
5. ロード～2021 Ver. ／高橋ジョージ（THE虎舞竜）
6. ロード～2021 Ver. karaoke

作詞：藤原優樹、高橋ジョージ　作曲：高橋修平、高橋ジョージ　編曲：ジェフ・ミヤハラ、Kuraki Hori。

## オリコンチャート
1. ロード
  - 最高順位3位（5週連続）。集計の都合1位にならなかった「Automatic/time will tell」を除くと、オリコン週間チャートで1位になったことのない曲で史上1位の売上。登場回数35回。1993年年間のシングルセールスで第3位を記録。（オリコン）
2. ロード 〜第二章
  - 最高順位5位。登場回数16回。
3. ロード 〜第三章
  - 最高順位8位。登場回数9回。
4. ロード 〜第四章
  - 最高順位41位。登場回数3回。

## 映画『ロード』
1996年制作。ツアーではコンサート＆ムービーと題し、開演後に映画を上映し、本編後のスタッフロール終盤で主題歌であるロードが流れる。スクリーンが上がると実際にTHE虎舞竜が生演奏したままコンサート開始の形式。作品はVHS化。後のアルバムTHE ROAD（2003年1月21日発売・日本クラウン）に初回特典で収録DVDが付属された。
- キャスト
  - 美雪…遠山景織子
  - 司…高橋ジョージ
  - 美雪の母…沢田亜矢子
  - 司の元妻…高橋ひとみ
  - 美容院店長…徳井優
  - 塗装屋社長…地井武男
  - 飲酒店店主…研ナオコ（友情出演）
- スタッフ
  - 監督：小田切正明
  - 脚本：渡辺寿
  - 音楽：入江純、THE虎舞竜
  - 製作：ロード製作委員会（テレビ東京、東北新社、トランプス）

## 2000年代以降における「ロード」
2000年代頃より高橋がタレントとして元妻である三船美佳（2016年協議離婚）と共に比較的ハイテンションキャラで売り出していたためか本楽曲がネタに使われる。トヨタの純正カーナビのCMでも本楽曲替え歌を高橋が歌っている。
2008年11月19日、光岡昌美によるロードのアンサーソング「届かない想い…〜ロード another story〜」が発売。
テレビプロデューサー・藤井健太郎が手掛けるTBS系列バラエティ番組で笑いのネタに使われることが多い（特に第一章）。発端となったのは、2014年10月20日放送『クイズ☆アナタの記憶』に高橋ジョージが回答者としてゲスト出演した際「ロード・イントロ・ドン!」と題しイントロまたはサビ1秒だけで何章かを当てさせる企画を敢行、全問正解したことで高橋は見事ロード・マニアに選ばれた。

この企画を発展させる形で、2018年から春と秋に年2回放送の『オールスター後夜祭』では毎回必ず第一章が流され、本楽曲に纏わる問題が出題され、『水曜日のダウンタウン』では本楽曲が時折ネタにされる。
『水曜日の～』2018年11月28日放送分では高橋が出演、「ちょうど一年前に～」のフレーズを繰り返し歌う様子が放送された。
2019年10月18日放送『モノシリーのとっておき 最強チャレンジ映像祭2時間SP』内のZOZOTOWNのCM「ZOZO歌謡祭」で、高橋が替え歌を披露。
ダイアモンド☆ユカイは『さんまのSUPERからくりTV』2011年12月18日放送「第9回芸能人替え歌王決定戦」にてユカイ自身の浮気を根に持つ妻の復讐を内容とした第一章の替え歌を披露、2位を受賞。
レイザーラモンRGは持ちネタの1つに、第一章イントロのハーモニカ演奏部分の物真似（鼻をつまんでハーモニカの音色を真似る）がある。2019年7月25日放送『ダウンタウンDX』にて高橋が飛び入り参加する形で、コラボレーションを行なった。